# Plenowo (Varmia y Masuria)
Plenowo [pronunciación en polaco: /plɛˈnɔvɔ/] (en alemán: Plönhöfen) es un pueblo en el distrito administrativo de Gmina Reszel, dentro del Distrito de Kętrzyn, Voivodato de Varmia y Masuria, en el norte de Polonia.  Se encuentra aproximadamente 9 kilómetros al sur de Reszel, 19 kilómetros al sudoeste de Kętrzyn, y 49 kilómetros al noreste de la capital regional, Olsztyn.
Hasta 1945 el área era parte de Alemania (Prusia Oriental).
El pueblo tiene una población de 164 habitantes.